# ひがし野団地駅
ひがし野団地駅（ひがしのだんちえき）は、青森県十和田市ひがしのにあった十和田観光電鉄十和田観光電鉄線の駅（廃駅）である。

## 歴史
- 1932年（昭和7年）10月18日：渋沢農場前駅（しぶさわのうじょうまええき）として開業。
- 1972年（昭和47年）8月15日：ひがし野団地駅に改称[1]。
- 2008年（平成20年）3月1日：旧・十和田観光電鉄を「とうてつ」に事業譲渡し、新・十和田観光電鉄に商号変更させた上で新会社による運営に伴い、同駅の管理を新会社に継承[1]。
- 2012年（平成24年）4月1日：鉄道廃止により、廃駅となる[1]。

## 駅構造
単式ホーム1面1線を有する地上駅。無人駅となっている。

## 駅周辺
- 東野団地（読みは駅名と同じ）
- 青い森信用金庫大学通支店（旧：八戸信金店）

## 隣の駅
十和田観光電鉄
十和田観光電鉄線
工業高校前駅 - ひがし野団地駅 - 十和田市駅